# トレビエハ
トレビエハ（スペイン語: Torrevieja）は、スペイン・バレンシア州アリカンテ県のムニシピ（基礎自治体）。コスタ・ブランカに面した観光都市で、アリカンテの南約50キロメートルに位置する。バレンシア語ではトレベリャ(Torrevella)。バレンシア州にありながらスペイン語地域であり、公式名はスペイン語のTorrevieja。

## 地理
トレビエハの面積は71.44平方キロメートルで、領域内には砂浜や潟などがある。海岸線は20kmもの長さであり、ラ・マタ海水浴場など多くの海水浴場がある。

### 気候
ケッペンの気候区分ではステップ気候(BSh)に属する。月別平均気温は冬季の摂氏12℃から夏季の25℃の間である。
| トレビエハの気候        | トレビエハの気候 | トレビエハの気候 | トレビエハの気候 | トレビエハの気候 | トレビエハの気候 | トレビエハの気候 | トレビエハの気候 | トレビエハの気候 | トレビエハの気候 | トレビエハの気候 | トレビエハの気候 | トレビエハの気候 | トレビエハの気候 |
| 月                      | 1月              | 2月              | 3月              | 4月              | 5月              | 6月              | 7月              | 8月              | 9月              | 10月             | 11月             | 12月             | 年               |
| ----------------------- | ---------------- | ---------------- | ---------------- | ---------------- | ---------------- | ---------------- | ---------------- | ---------------- | ---------------- | ---------------- | ---------------- | ---------------- | ---------------- |
| 平均最高気温 °C （°F）  | 16.2 (61.2)      | 17.3 (63.1)      | 19.7 (67.5)      | 21.6 (70.9)      | 24.8 (76.6)      | 28.8 (83.8)      | 31.7 (89.1)      | 31.9 (89.4)      | 29.4 (84.9)      | 24.7 (76.5)      | 20.5 (68.9)      | 14.4 (57.9)      | 23.42 (74.15)    |
| 日平均気温 °C （°F）    | 11.1 (52)        | 12 (54)          | 14.2 (57.6)      | 16.3 (61.3)      | 19.3 (66.7)      | 23.1 (73.6)      | 25.8 (78.4)      | 26.1 (79)        | 23.8 (74.8)      | 19.4 (66.9)      | 15.3 (59.5)      | 12.5 (54.5)      | 18.24 (64.86)    |
| 平均最低気温 °C （°F）  | 6 (43)           | 6.7 (44.1)       | 8.7 (47.7)       | 11 (52)          | 13.8 (56.8)      | 17.5 (63.5)      | 19.9 (67.8)      | 20.4 (68.7)      | 18.2 (64.8)      | 14.2 (57.6)      | 10.2 (50.4)      | 7.6 (45.7)       | 12.85 (55.18)    |
| 降水量 mm （inch）      | 18 (0.71)        | 18 (0.71)        | 19 (0.75)        | 26 (1.02)        | 24 (0.94)        | 13 (0.51)        | 4 (0.16)         | 7 (0.28)         | 30 (1.18)        | 56 (2.2)         | 38 (1.5)         | 31 (1.22)        | 284 (11.18)      |
| 平均降雨日数            | 13               | 11               | 11               | 9                | 8                | 5                | 3                | 3                | 5                | 9                | 11               | 12               | 100              |
| 平均日照時間            | 5                | 6                | 6                | 7                | 9                | 9                | 10               | 9                | 7                | 6                | 6                | 5                | 7.1              |
| 出典1：Climate-Data.org |                  |                  |                  |                  |                  |                  |                  |                  |                  |                  |                  |                  |                  |
| 出典2：Weather2Travel   |                  |                  |                  |                  |                  |                  |                  |                  |                  |                  |                  |                  |                  |

## 歴史
18世紀まで、トレビエハにはサリナス湖という塩湖があり、スペイン王家がこの塩湖を所有していた。1802年まで、トレビエハ（古い塔を意味する）には地名の元となった監視塔があったが、他には塩鉱で働く者や漁民の家があるだけだった。
1803年、カルロス4世はサリナス湖の管理をラ・マタからトレビエハへ移す布告をし、住宅建設が許可された。1829年、地震によって人口が打撃を受け、後に徐々に復興した。塩の生産と貿易が決定的となり、1931年にはアルフォンソ13世によって「都市」に昇格した。19世紀の手工業生産は、一般消費のためのリネン生産、麻および綿に制限されていた。停泊地が塩の積み荷の障害となったが、1954年以降港が建設された。
19世紀半ば以降、精製された塩は基本的にスウェーデン船とオランダ船によって運ばれていった。塩の海外市場の重要性は20世紀半ばまでであった。トレビエハで採れた塩は1/4がスペイン国内で売られ、残った塩は輸出された。19世紀のトレビエハ港は、ベガ・バヤ地方で生産される品物の積み出し港であった。
近年の地元経済は観光業で非常に伸びている。イギリス人、スカンディナヴィア半島の国々の人々、ドイツ人はここで一年中暮らす強力な一団で、スペイン人観光客はトレビエハに休暇用住宅を所有する。2004年以降、トレビエハはスペインでもっとも在留イギリス人が多い自治体であり、現在は在留イギリス人人口が約12,000人である。

## 人口
| トレビエハの人口推移 1897－2005                         |
|                                                         |
| 出典:INE（スペイン国立統計局）1900年 - 1991年、1996年 - |

## 政治
| 任期      | 首長名                                                                        | 政党           |
| --------- | ----------------------------------------------------------------------------- | -------------- |
| 1979–1983 | ロサ・マソン・バレーロ                                                        | PSOE           |
| 1983–1987 | ロサ・マソン・バレーロ ジョアキン・ガルシーア・サンチェス                     | PSOE           |
| 1987–1991 | ジョアキン・ガルシーア・サンチェス(87-88) ペドロ・エルナンデス・マテオ(88-91) | PSOE PP        |
| 1991–1995 | ペドロ・エルナンデス・マテオ                                                  | PP             |
| 1995–1999 | ペドロ・エルナンデス・マテオ                                                  | PP             |
| 1999–2003 | ペドロ・エルナンデス・マテオ                                                  | PP             |
| 2003–2007 | ペドロ・エルナンデス・マテオ                                                  | PP             |
| 2007–2011 | ペドロ・エルナンデス・マテオ                                                  | PP             |
| 2011–2015 | エドゥアルド・ドロン・サンチェス                                              | PP             |
| 2015–2019 | ホセ・マヌエル・ドロン・ガルシーア                                            | ロス・ベルデス |
| 2019–2023 | n/d                                                                           | n/d            |
| 2023–     | n/d                                                                           | n/d            |

## 出身者
- ジョアキン・チャパプリエタ（スペイン語版）(1871-1951) : 政治家。
- リカルド・ラフエンテ（スペイン語版）(1930-2008) : 音楽家・作曲家。
- フランシスコ・カサノバス（スペイン語版）(1899-1986) : 音楽家・作曲家。
- ジェニファー・コリーノ（スペイン語版）(1985- ) : 新体操選手。スペイン選手権優勝、2005年の世界選手権決勝進出。
- ヘルマン・サンチェス・フロール（スペイン語版）(1989- ) : レーシングドライバー。スペイン・フォーミュラ3チャンピオン。

## 姉妹都市
- カディス、スペイン
- オビエド、スペイン
- カリョサ・デ・セグラ、スペイン
- ポラ・デ・シエロ、スペイン